# Kluis van Meyerode

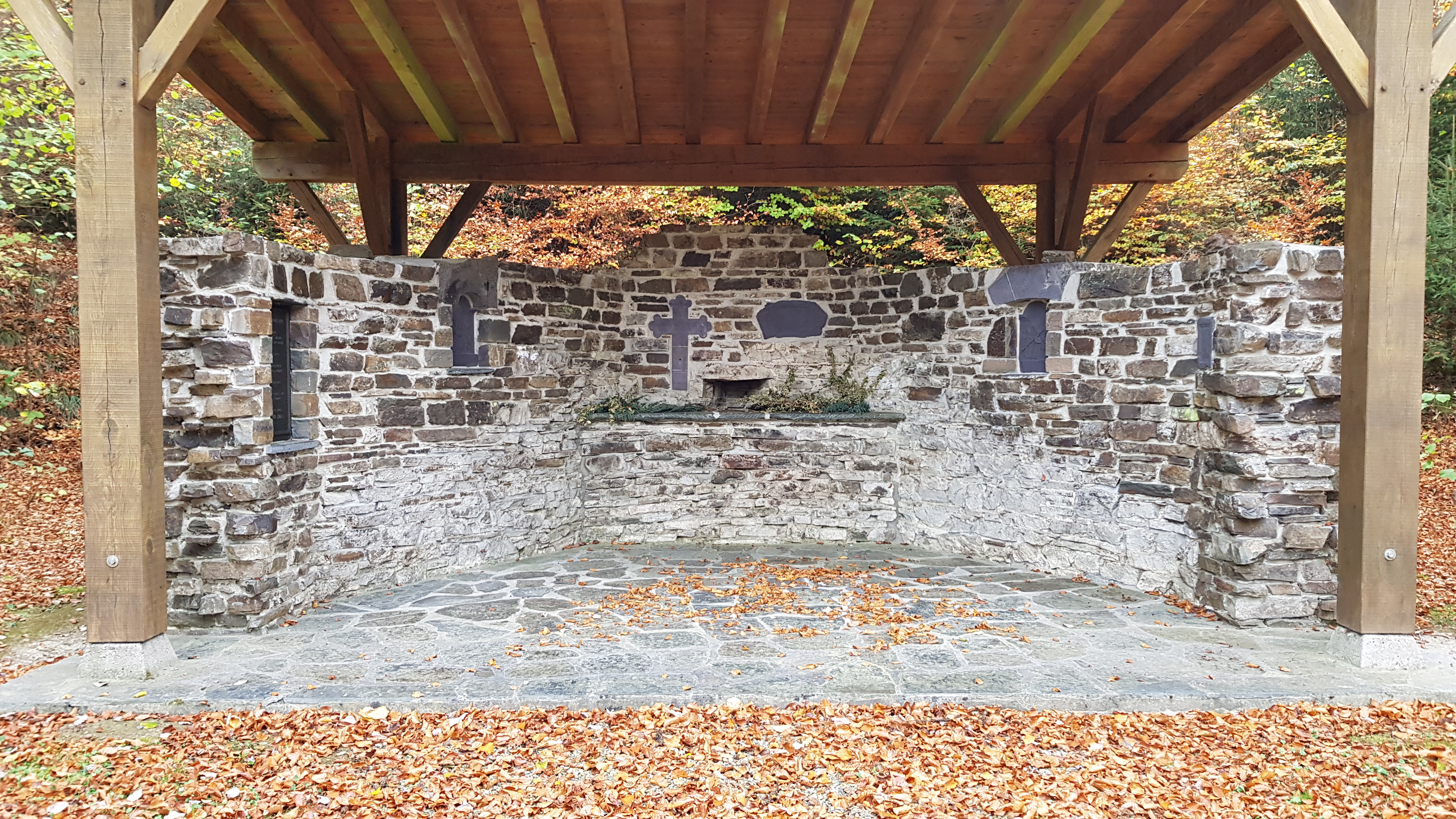
Kluis van Meyerode

De Kluis van Meyerode (Eremitage Kohlkaul) is een voormalige kluis nabij de tot de gemeente Amel behorende plaats Meyerode in de Belgische provincie Luik.
De kluis bevindt zich aan het bospad van Meyerode naar Eitersbach. De kluis werd gesticht in 1749 door Hubert Nelles. In 1754 bracht hij van een pelgrimstocht naar Rome een splinter van het Heilig Kruis mee. Dit wordt tegenwoordig bewaard in een kruisvormige reliekhouder die zich in de Sint-Martinuskerk in Meyerode bevindt en tijdens processies naar de kluis wordt meegevoerd. Ook een zijaltaar in deze kerk zou uit de kluis afkomstig zijn.
In 1884 brandde de kluis af, maar in 1892 werd deze herbouwd. In 1918 bevond hij zich echter in vervallen staat. In 1999 werd de site gerestaureerd.